# Rodica Mateescu
Rodica Mateescu (geb. Petrescu; * 13. März 1971 in Bukarest) ist eine ehemalige rumänische Leichtathletin. Sie trat ausschließlich im Dreisprung an.
Bei den Europameisterschaften 1994 in Helsinki wurde sie Vierte, bei den Weltmeisterschaften 1995 in Göteborg Fünfte und bei den Olympischen Spielen 1996 in Atlanta Siebte.
1997 belegte sie bei den Hallenweltmeisterschaften in Paris den vierten Platz und feierte dann bei den Weltmeisterschaften in Athen ihren größten Erfolg mit dem Gewinn der Silbermedaille. Sie musste sich dabei mit nationalem Rekord von 15,16 Metern nur der Tschechin Šárka Kašpárková (15,20 m) geschlagen geben.
Im Jahr darauf wurde sie dann Vierte bei den Europameisterschaften in Budapest.
Viermal (1994–1996, 1998) wurde sie rumänische Meisterin.
Rodica Mateescu ist 1,80 m groß und wog zu Wettkampfzeiten 59 kg. Sie ist seit 1995 mit dem Hürdenläufer Mugur Mateescu verheiratet.

## Persönliche Bestleistungen
- Dreisprung: 15,16 m, 4. August 1997, Athen
  - Halle: 14,91 m, 1. März 1997, Bukarest